# 南押切
南押切（みなみおしきり）は、愛知県名古屋市西区の地名。

## 歴史

### 沿革
- 1878年（明治11年）12月28日 - 愛知郡押切村の一部により、同郡南押切村として独立[2]。
- 1889年（明治22年）10月1日 - 合併に伴い、愛知郡那古野村大字南押切となる[2]。
- 1898年（明治31年）8月22日 - 合併に伴い、名古屋市南押切となる[2]。
- 1908年（明治41年）4月1日 - 西区成立に伴い、同区南押切となる[2]。
- 1917年（大正6年）9月15日 - 南押切の一部が、桜木町・西菊井町にそれぞれ編入される[3]。
- 1918年（大正7年）6月 - 中区松枝町に所在した常設家畜市場が、当地に移転する[4]。
- 1934年（昭和9年）
  - 1月1日 - 南押切の一部により、南押切町が成立する[2]。
  - 1月15日 - 南押切の一部が、南押切町[2]・本塚町[3]に編入される。
- 1941年（昭和16年）10月14日 - 南押切の一部が、上更通・縁場町・大道町・平野町・菊ノ尾通にそれぞれ編入される[2]。また、南押切町の一部が、平野町・菊ノ尾通にそれぞれ編入される[2]。
- 1981年（昭和56年） - 南押切町の一部が、則武新町二丁目・則武新町三丁目・則武新町四丁目にそれぞれ編入される[1]。

### 字一覧
1932年（昭和7年）発行『明治十五年愛知県郡町村字名調』による愛知郡南押切村の字一覧。
- 宮部（みやぶ）[5]
- 西赤塚（にしあかつか）[5]
- 東赤塚（ひがしあかつか）[5]
- 六反地（ろくたんじ）[5]
- 下台所（しもだいどころ）[5]
- 上台所（かみだいどころ）[5]
- 上十二島（かみじゅうにしま）[5]
- 下十二島（しもじゅうにしま）[5]
- 菊（きく）ノ尾（お）[5]